# Leucopis euryvitta
Leucopis euryvitta är en tvåvingeart som beskrevs av Stephen D. Gaimari och Raspi 2002. Leucopis euryvitta ingår i släktet Leucopis och familjen markflugor.
Artens utbredningsområde är Eritrea. Inga underarter finns listade i Catalogue of Life.